# Statsförfall

Länder i statsförfall enligt "Failed States Index"
Larm
Varning
Information saknas/avhängigt territorium
Vissa tecken på förfall
Bärkraftig statsbildning

Statsförfall eller kollapsad stat, eller i lindrigare fall sviktande stat, är termer som används om stater som inte längre lyckas uppfylla de grundläggande villkor som gäller för en suverän statsbildning. Vilka dessa grundläggande villkor är finns det delade åsikter om men det centrala krav som brukar ställas på suveräna stater är att de upprätthåller ett våldsmonopol inom sitt territorium, och ett tydligt tecken på stater i statsförfall är att statens våldsmonopol allvarligt och framgångsrikt utmanas av enskilda eller grupperingar. Andra tecken på hotande statsförfall är att statens interna politiska och polisiära organisation faller sönder, eller att myndigheterna misslyckas med att tillgodose medborgarnas grundläggande behov av till exempel vatten och elektricitet.